# Ingrid Bjørdal
Ingrid Bjørdal (1977) è un'ex sciatrice alpina norvegese.

## Biografia
Specialista delle prove tecniche, in Coppa Europa la Bjørdal esordì l'11 gennaio 1995 a Maribor in slalom gigante (30ª), ottenne il miglior piazzamento il 19 gennaio 1996 a Krompachy/Plejsy nella medesima specialità (12ª) e prese per l'ultima volta il via il 6 marzo seguente a Champoluc in slalom speciale, senza completare la prova. Si ritirò al termine della stagione 1997-1998 e la sua ultima gara fu uno slalom gigante FIS disputato il 5 aprile a Hafjell; non debuttò in Coppa del Mondo né prese parte a rassegne olimpiche o iridate.

## Palmarès

### Campionati norvegesi
- 1 medaglia:
  - 1 bronzo (slalom speciale nel 1996)